# Artur Axmann

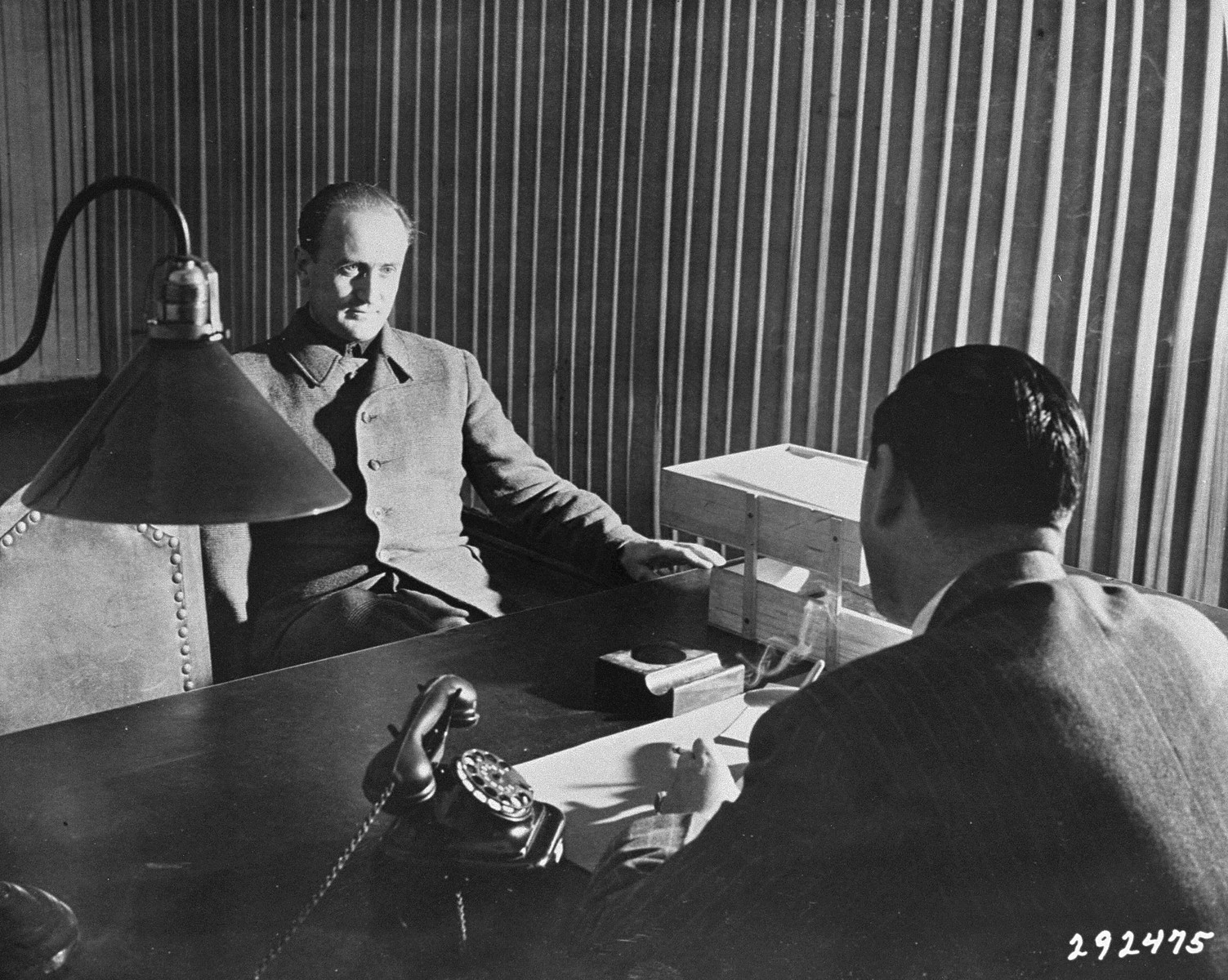
Podczas przesłuchania w Norymberdze

Artur Axmann (ur. 18 lutego 1913 w Hagen, zm. 24 października 1996 w Berlinie) – niemiecki działacz partyjny, wojskowy i handlowiec, drugi, zarazem ostatni Reichsjugendführer i przywódca młodzieżowej organizacji paramilitarnej Hitlerjugend. Najdłużej żyjący z wysokich rangą dygnitarzy III Rzeszy, po jej upadku skazany za „podżeganie młodzieży do nienawiści” na trzy lata obozu pracy i karę grzywny. Weteran II wojny światowej.

## Życiorys
Urodził się jako najmłodszy z pięciorga rodzeństwa. W 1916 roku przeprowadził się wraz z rodziną do Wedding, dzielnicy Berlina. Jego ojciec był aż do śmierci w 1918 pracownikiem zakładu ubezpieczeniowego. W roku 1919 Artur podjął naukę, w 1921 został z powodu znacznych osiągnięć przeniesiony do klasy specjalnej, a w 1922 otrzymał stypendium i przeniósł się do średniej szkoły realnej.
Po wysłuchaniu 14 sierpnia 1928 roku przemowy Josepha Goebbelsa zwrócił uwagę na narodowych socjalistów, po czym w listopadzie tego samego roku wstąpił do Hitlerjugend (HJ). Niedługo później został przywódcą HJ na okręg Wedding oraz aktywnym członkiem Narodowosocjalistycznego Związku Uczniów, który opuścił po maturze w roku 1931.
Studiował na Uniwersytecie Berlińskim gospodarkę narodową oraz nauki polityczne i prawne. Przerwał studia w lecie 1931 roku, aby móc utrzymać rodzinę po tym, jak jego matka straciła pracę. We wrześniu 1931 wstąpił do NSDAP, w 1932 został powołany do kierownictwa HJ i przejął organizację komórek zawodowych oraz zakładowych.
Axmann był od maja 1933 roku dowódcą terenowym oraz kierownikiem urzędu ds. socjalnych (Soziales Amt der Reichsjugendführung), w listopadzie 1934 przejął dowództwo HJ w Berlinie, a w lipcu 1936 został kierownikiem Reichsberufswettkampf (Zawodowego Współzawodnictwa Rzeszy).
W dniu 1 maja 1940 roku został zastępcą Reichsjugendführera Baldura von Schiracha, a 8 sierpnia jego następcą. Rozwijał militarną organizację HJ i przekształcił Służby Patrolowe HJ w organizację rekrutacyjną dla potrzeb Waffen-SS. Podczas II wojny światowej stracił prawą rękę jako żołnierz 23 Dywizji Piechoty w kampanii rosyjskiej w 1941 roku.
W ostatnich tygodniach wojny dowodził jednostkami HJ walczącymi w bitwie o Berlin, które były częścią Volkssturmu, na wzgórzach Seelow. Po śmierci Hitlera opuścił wraz z Martinem Bormannem bunkier i uciekł z Berlina. Uznany oficjalnie za zmarłego, ukrywał się nierozpoznany pod nazwiskiem Erich Siewert w Meklemburgii, aż do aresztowania w grudniu 1945 roku w Lubece, po tym jak podjął kontakt z dawnymi działaczami HJ i NSDAP.
W październiku 1946 roku został na krótko zwolniony z aresztu, jednak już w lipcu 1947 ponownie go aresztowano i przesłuchiwano. W kwietniu 1949 został w procesie denazyfikacyjnym uznany za głównego winnego i skazany na ponad 3 lata obozu pracy. Do kary zaliczono jednak pobyt w areszcie śledczym. W dniu 19 sierpnia 1958 roku sąd berliński skazał go za „podżeganie młodzieży do nienawiści” na karę 35 000 marek, którą to sumę mógł uzbierać dzięki sprzedaży kilku działek w Berlinie.
Założone przez niego przedsiębiorstwo handlowe zostało zamknięte w 1960 roku z powodu braku zleceń. W latach od 1971 do 1976 przygotowywał dla hiszpańskiej firmy plany centrum wypoczynkowo-rozrywkowego na Wyspach Kanaryjskich.
Po roku 1976 mieszkał w Berlinie, jednak w 1985 wycofał się z życia zawodowego i pracował nad swoimi wspomnieniami, które ukazały się w 1995 pod tytułem Das kann doch nicht das Ende sein (Przecież to nie może być już koniec).
Zmarł 24 października 1996 roku w wieku 83 lat w Berlinie.